# Блайнд-Крік 6
Блайнд-Крік 6 (англ. Blind Creek 6) — індіанська резервація в Канаді, у провінції Британська Колумбія, у межах регіонального округу Оканаґан-Сімілкамін.

## Населення
За даними перепису 2016 року, індіанська резервація нараховувала 26 осіб, показавши зростання на 4,0%, порівняно з 2011-м роком. Середня густина населення становила 16,5 осіб/км².

## Клімат
Середня річна температура становить 7,9°C, середня максимальна – 23°C, а середня мінімальна – -10,6°C. Середня річна кількість опадів – 320 мм.
| Клімат поселення                              | Клімат поселення | Клімат поселення | Клімат поселення | Клімат поселення | Клімат поселення | Клімат поселення | Клімат поселення | Клімат поселення | Клімат поселення | Клімат поселення | Клімат поселення | Клімат поселення | Клімат поселення |
| Показник                                      | Січ.             | Лют.             | Бер.             | Квіт.            | Трав.            | Черв.            | Лип.             | Серп.            | Вер.             | Жовт.            | Лист.            | Груд.            |                  |
| Середній максимум, °C                         | 3,19             | 6,58             | 10,52            | 14,78            | 19,15            | 22,86            | 23,00            | 22,94            | 18,03            | 11,72            | 5,32             | 1,08             |                  |
| Середня температура, °C                       | −3,68            | −0,28            | 3,65             | 7,90             | 12,29            | 15,98            | 19,11            | 19,06            | 14,13            | 7,83             | 1,43             | −2,81            |                  |
| Середній мінімум, °C                          | −10,55           | −7,16            | −3,22            | 1,04             | 5,43             | 9,12             | 15,21            | 15,15            | 10,24            | 3,93             | −2,48            | −6,7             |                  |
| Норма опадів, мм                              | 31               | 22               | 19               | 21               | 33               | 37               | 27               | 28               | 19               | 17               | 29               | 37               |                  |
| Середньомісячна швидкість вітру, м/с          | 2.22             | 2.22             | 2.64             | 2.84             | 2.74             | 2.72             | 2.66             | 2.52             | 2.33             | 2.35             | 2.38             | 2.22             |                  |
| Середньомісячна сонячна радіація, кДж/м²·день | 3508             | 6773             | 11430            | 16443            | 20085            | 21898            | 23294            | 19993            | 14445            | 8356             | 3962             | 2737             |                  |
| --------------------------------------------- | ---------------- | ---------------- | ---------------- | ---------------- | ---------------- | ---------------- | ---------------- | ---------------- | ---------------- | ---------------- | ---------------- | ---------------- | ---------------- |
| Джерело:                                      |                  |                  |                  |                  |                  |                  |                  |                  |                  |                  |                  |                  |                  |